# Martinvast
Martinvast ist eine französische Gemeinde im Département Manche in der Region Normandie.

## Toponymie
Martinvast leitet sich aus dem romanischen Namen Martinus ab.
Was die Endung -vast anbelangt, siehe Le Vast.

## Geografie
Die Gemeinde liegt auf der Halbinsel Cotentin, in der Nähe von Cherbourg.
Angrenzende Gemeinden sind:
- Sideville
- Cherbourg
- Tollevast
- Hardinvast

Sie grenzt an den Fluss Divette und wird vom Bach Ruisseau le Bisard durchflossen. Es gibt einen Brunnen namens Fontaine aux Bœufs (dt. Rinderbrunnen).
Die Gemeinde besteht aus dem Hauptort und aus mehreren Weilern:
- Carneville (mit seinem Gutshaus und seiner Reitschule)
- Mélingue
- Belle Feuille
- Hameau Léger
- Beuzeville
- le Pont Blondel
- les Roches de Sideville
- la Vallée
- l’Alleu (mit seinem Gestüt)
- la Bihellerie
- la Danetterie
- les Rosées
- le Château (das Schloss)
- Hameau Virel
- la Bourbonnerie
- la Couvillerie
- la Fournellerie
- le Bas de la Couaille
- le Clos Giot
- le Pont
- la Mare Aubert
- la Couespellerie
- le Pont Cosnard
- la Bellefeuille
- la Roche au Chat
- les Ingoufs
- l'Arabie
- Croix Goupil
- le Caillou
- la Duquesnerie
- les Telliers
- le Bosquet
- l’Orangerie
- Hameau Dubost
- le Vigny
- l’Oraille le Haut
- l’Oraille
- Tabarin.

## Geschichte
Die Geschichte reicht ins 10. Jahrhundert zurück, als angefangen wurde, den riesigen Forêt de Brix (Wald von Brix) zu roden.
Das Strafverfahren Louis-Jean Guéret (der einen Baron getötet hatte) spielte sich 1906 im Schloss von Martinvast ab. Am 23. September 1910 kam das Verfahren vor dem Schwurgericht vom Département Manche.

## Wirtschaft
- (heute stillgelegte) Wollspinnerei
- Les Vergers de la Passion[3]: regionale Agrarprodukte.

## Sehenswürdigkeiten
Der Roche à Trois Pieds (auch Dolmen de Martinvast genannt) liegt bei Martinvast
- Kirche Notre-Dame von Martinvast aus dem 12. Jahrhundert. Sie ist in die Liste der historischen Denkmäler aufgenommen worden[4]. Ein Gemälde Das von Marie angebetete Kind Jesus, ein Jungfrau mit dem Kind und Basreliefe stehen als Gegenstände unter Denkmalschutz[5].
- Das Schloss von Beaurepaire (aus dem 16. und 19. Jahrhundert) und der Park sind in die Liste der historischen Denkmäler aufgenommen worden[6].

Der 100 Hektar große Park enthält Wälder, Weiden, Teiche, eine Kaskade, Skulpturen. Es liegt teilweise auf Hardinvast.
Prächtige Beete von kleinen Bäumen mit Blumen (Rhododendron, Kamelien, Hortensien) gedeihen im Park, genauso wie exotische Nadelbäume.

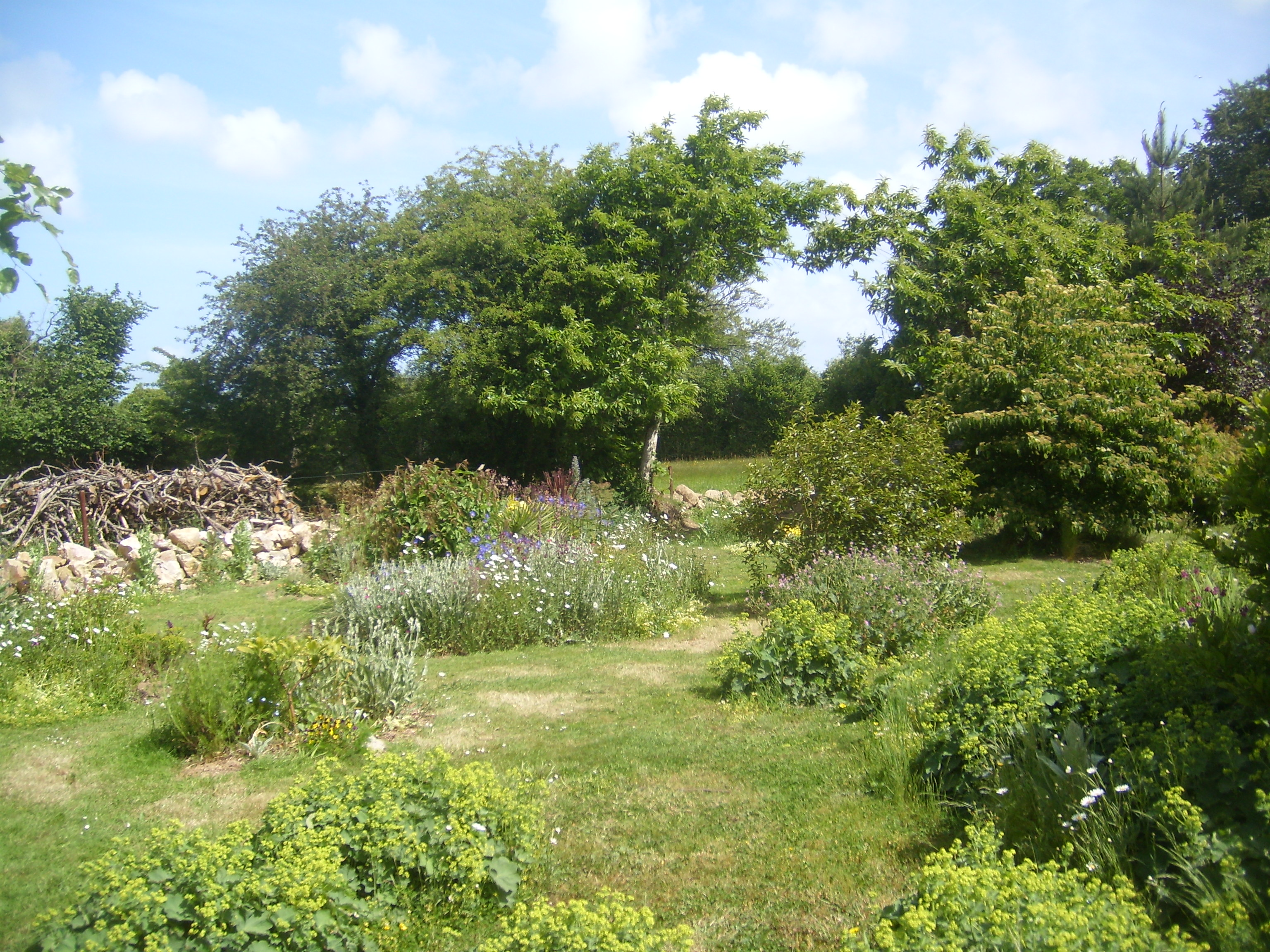
Jardin de la ferme des Roches

Das Schloss von Martinvast wurde zwischen 1579 und 1581 für Barthole du Moncel am Platz, wo ein altes Gutshaus während des Hundertjährigen Kriegs zerstört wurde, wiedergebaut.
Marie-Louise d’Autriche wurde zwei Mal im Schloss empfangen (29. Mai 1811 und 27. August 1813).
Der Graf Alexandre du Moncel ließ das Schloss zwischen 1820 und 1861 renovieren. 1867 wurde das Schloss dem Baron Arthur Schickler, Banker des preußischen Königs, verkauft. Er ließ das Schloss vergrößern. Während des Zweiten Weltkriegs wurde das Schloss am 16. Januar 1944 von einem englischen Bombardement beschädigt.
Die Baronne Henri de Pourtalès, Tochter von Arthur Schickler hat das Schloss geerbt.
- Gutshaus von Carneville aus dem 15. und 16. Jahrhundert

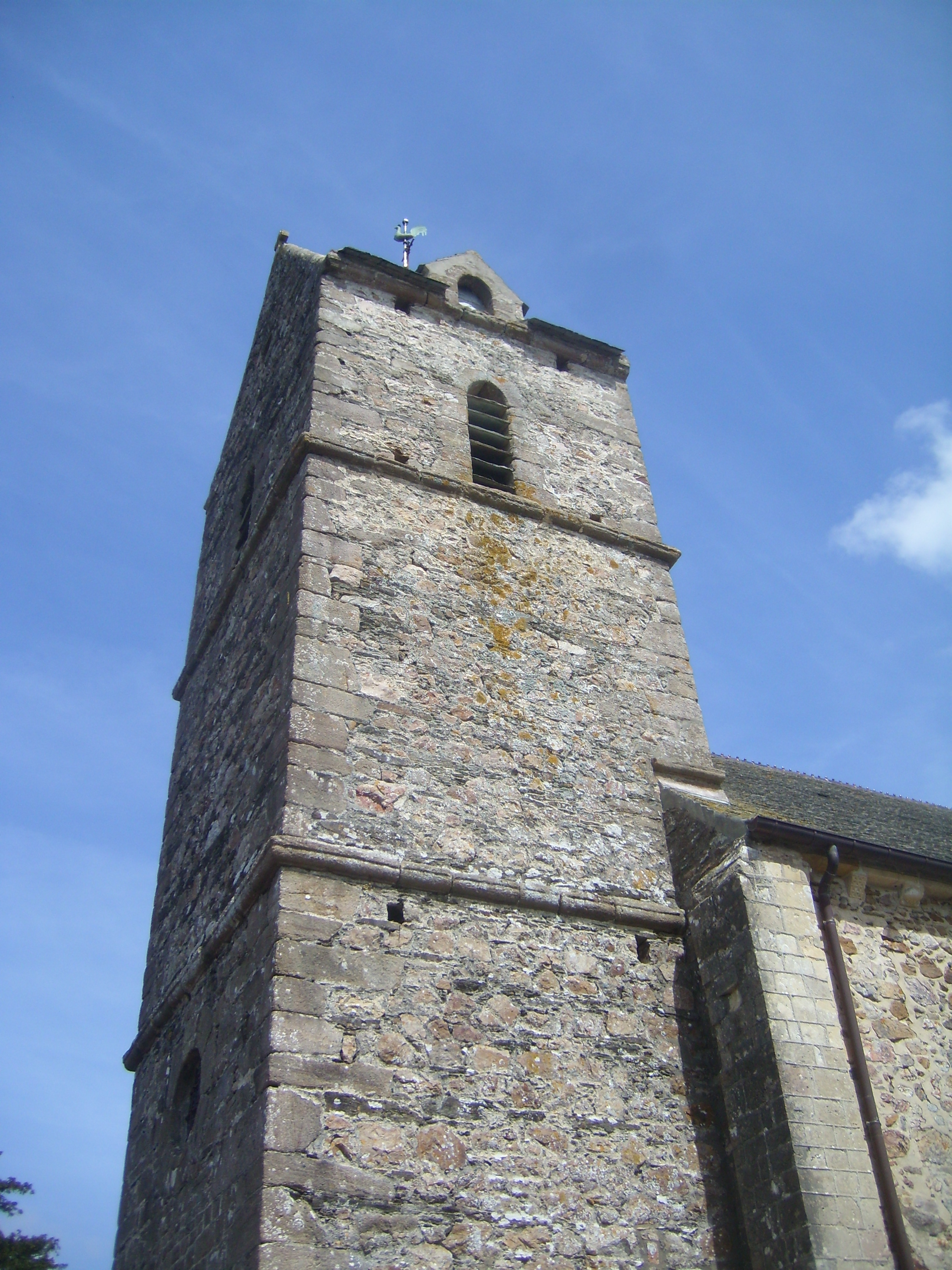
Kirchturm der Kirche Notre-Dame.
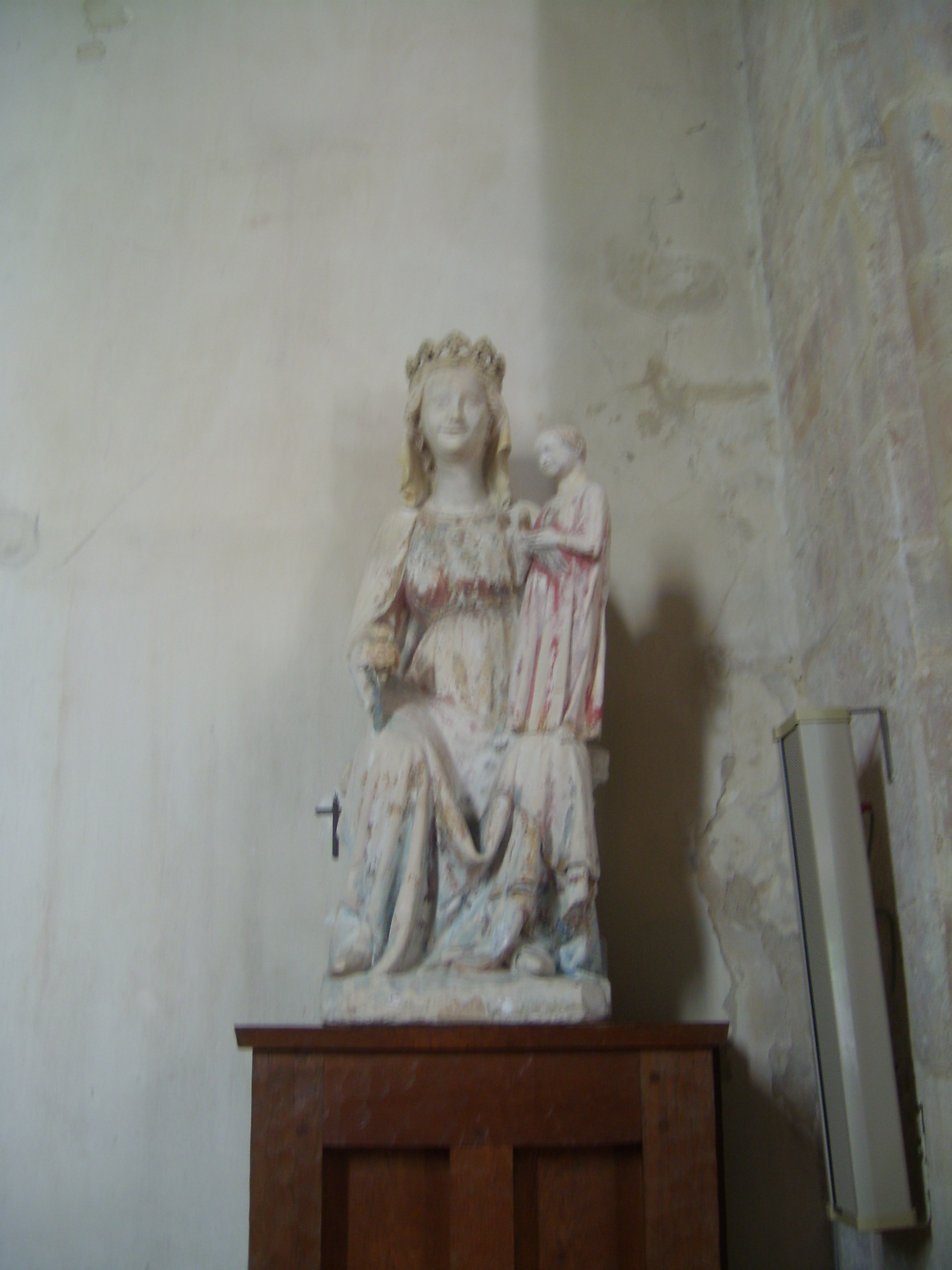
Die Jungfrau mit dem Kind.
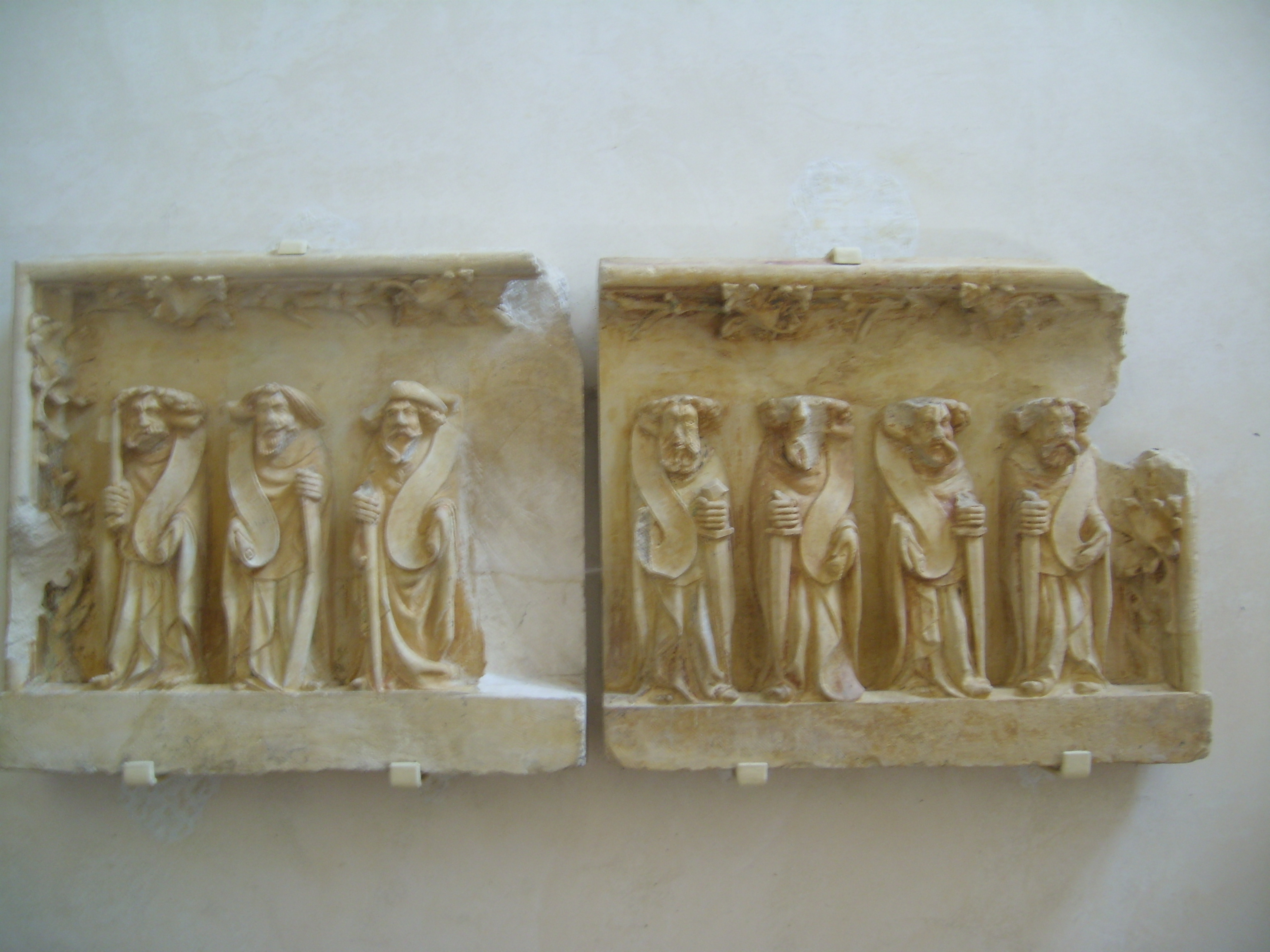
Basreliefe.

## Persönlichkeiten
- Alexandre du Moncel (1784–1861), General, Pair de France, Bürgermeister von Martinvast.
- André Le Goupil (1931–2023), Vielseitigkeitsreiter

## Belege
- Altitudes : répertoire géographique des communes (site de l'IGN)
- Coordonnées, superficie : Martinvast sur le site de l'Institut géographique national (archive Wikiwix).